# Salorino (Mendrisio)
Salorino (in dialetto ticinese Salurin o Selurin) è stato un comune ticinese fino al 2004, quando è diventato quartiere costitutivo della Città di Mendrisio, rendendosi il primo comune, insieme alle sue frazioni di Somazzo e Cragno, ad aggregarsi con Mendrisio.

## Origini del nome
Il nome di Salorino, come quello di molte località della zona, ha un'etimologia incerta, che ha portato alla formulazione di varie ipotesi. Quelle più accreditate sembrano essere tre: 
- Sala > Salòra o Sàlora > Salorin > Salorino: la sede principale della corte regia longobarda era detta "sala" e attraverso il doppio diminutivo di questa parola si ottiene Salòra o Sàlora, poi Salorin e quindi Salorino[3];
- Sala > Sundalum > Sundalo, Sondalo, Sondrio, Salone, Selone, Selorino: lo storico Carlo Salvioni rimanda l'origine del nome alla medesima parola (sala), la quale però verrebbe latinizzata in Sundalum, che significa casa o palazzo, dando origine ai toponimi di Sundalo, Sondalo, Sondrio, Salone, Selone, e Selorin[3];
- Sellere, sellero, cellere > Salorino: Salorino vede la presenza di numerose e antichissime cantine riunite in un'unica zona, e quindi Oscar Camponovo riconduce il nome proprio a questa caratteristica[3].

Salorino ha due frazioni, Somazzo e Cragno, la cui etimologia viene ricondotta al latino: nel primo caso a Summus, a indicare un'altura (infatti si trova più alto di Salorino), e nel secondo a Carraium, Caranium o Cranium, riferito alla strada che era necessario percorrere per raggiungere il nucleo.

## Storia
Salorino venne menzionato per la prima volta nel 1287 con il nome di "Selorino", ma è solo grazie a documenti successivi che è possibile comprendere la situazione del villaggio: esso dipendeva dalla comunità di Mendrisio, mentre sul piano spirituale faceva capo alla pieve di Balerna. Sin dal 1596 però gli abitanti di Salorino e Somazzo, cogliendo l'occasione di una visita del vescovo di Como Filippo Archinti, avanzarono il desiderio di poter disporre di una propria parrocchia, un desiderio che fu formalizzato nel 1599 e che vide la sua realizzazione l'11 aprile 1601, con l'elezione della chiesa di San Zenone. La gestione della parrocchia fu però affidata al prevosto don Antonio Bosia della chiesa dei Santi Cosma e Damiano di Mendrisio, e questo portò a una nuova richiesta da parte degli uomini di Salorino e Somazzo, che nel 1607 si rivolsero al vescovo per avere un parroco stabile. Così nel 1608 la parrocchia divenne indipendente. 
Nell'archivio parrocchiale di Salorino sono presenti trentadue pergamenene, e le più antiche, ossia quelle del 1325, del 1330 e del 1340 riguardano proprio la chiesa parrocchiale di San Zenone e si tratta di legati a favore dei poveri.
Dal punto di vista economico i secoli passati sono contraddistinti dall'apicoltura, dalla campicoltura e dalla selvicoltura (attività legata alla posizione di Salorino sulla via che porta al Monte Generoso), a cui si affiancava l'emigrazione stagionale, soprattutto di artigiani. Inizialmente la meta delle migrazioni era l'Italia, poi, verso la metà del XVII secolo, diventò anche l'Europa centrale e orientale, e infine anche l'America (XX secolo). Tra questi emigranti troviamo soprattutto stuccatori, come ad esempio un Moreschi di Somazzo che lavorò a Würzburg e diversi Brenni a Tortona. 
A queste attività si aggiunsero nel corso del tempo la presenza sul territorio di una cava e di una fabbrica di cappelli, che vennero chiuse all'inizio del XXI secolo.

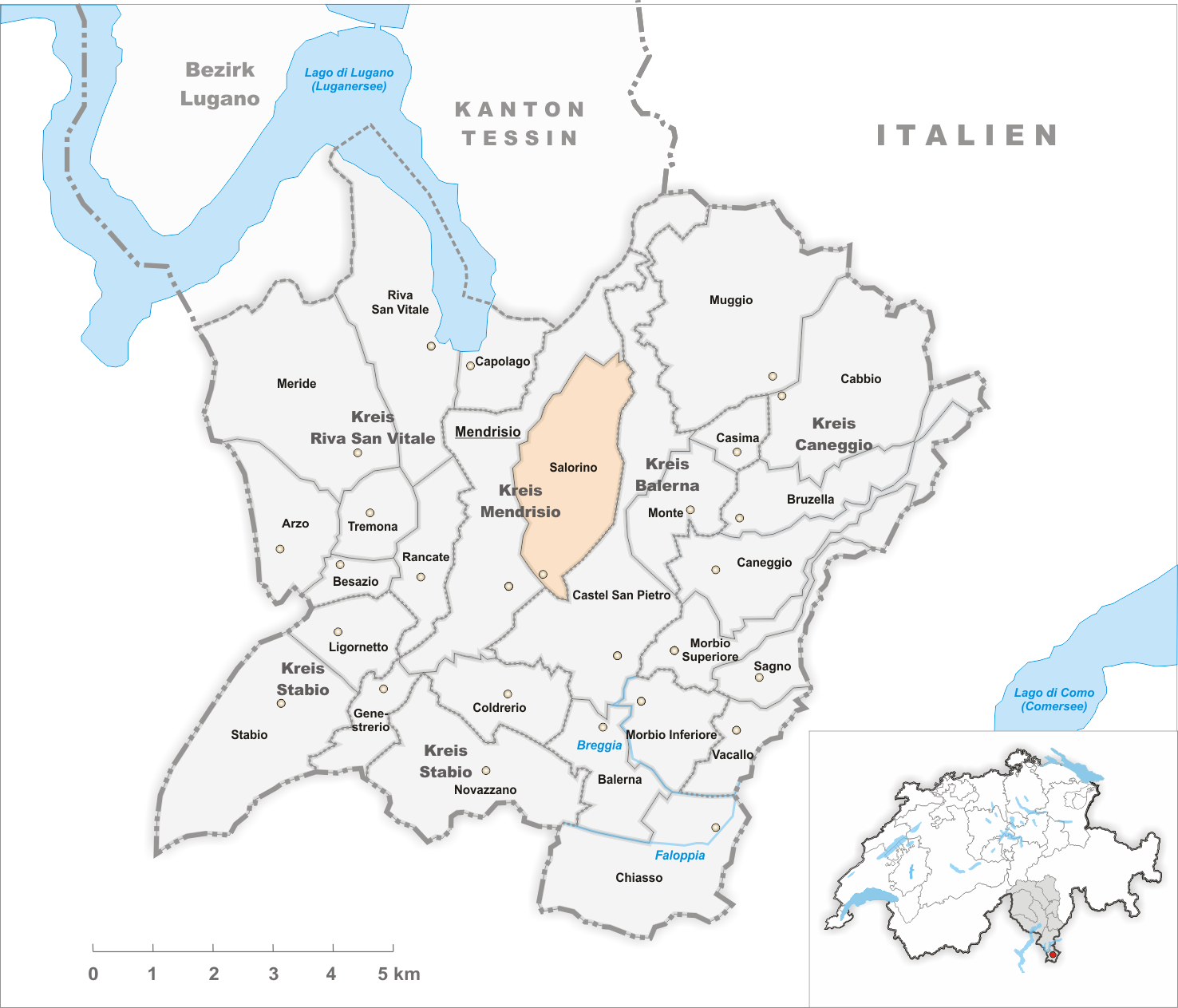
Il territorio del comune di Salorino prima degli accorpamenti comunali del 2004

Già comune autonomo che si estendeva per 4,99 km², nel 2004 è stato accorpato a Mendrisio.

### Il colera
In Ticino ci furono tre ondate di colera: nel 1836 ( risparmiò il resto della Svizzera), nel 1849 e nel 1854-1855. Restringendo al contesto di Salorino è possibile affermare che nella prima ondata rimase immune, mentre nella seconda la malattia provocò la morte di alcuni suoi abitanti. In relazione alla morte di due donne, Maddalena Lurà e Angela Brenni, si trova anche una sanzione imposta dalla Commissione Sanitaria del distretto di Mendrisio al Municipio di Salorino per il mancato rispetto delle disposizioni sanitarie, che erano molto severe. Le restrinzioni però furono ancora più rigide durante la terza ondata, che fu la più devastante: basti pensare che all'entrata di molti paesi erano presenti delle guardie armate che ne impedivano l'accesso a chi fosse passato da luoghi ritenuti infetti, tra cui Mendrisio, che essendo situato su una strada di transito era più esposto al passaggio di persone e quindi al contagio.

### La credenza delle streghe
La credenza delle streghe era molto presente in tutta la regione del Mendrisiotto, come testimoniano i numerosi processi per stregoneria che si svolsero nel XVI e nel XVII secolo, ed è proprio sopra Salorino che si erge un monte su cui si credeva avvenissero balli tra streghe e incontri con il diavolo, vale a dire il monte Crus d'Occh. Queste credenze determinarono notevoli preoccupazioni e paure nell'animo della gente del luogo, che cercò di evitare in tutti i modi di recarsi sul monte. Nel 1577 questi fatti indussero Giovan Giorgio Bosia della Torre di Mendrisio a collocare a sue spese una croce in ferro sulla cima (a cui in seguito se ne aggiunsero due). Inoltre, furono probabilmente questi timori a spingere la popolazione a partecipare a due processioni dirette sulla cima del monte. Si tratta di due casi isolati che sono descritti dal curato di Salorino Carlo Vittori nel 1684 e dal parroco Giovan Battista Isella nel 1804.

### Simboli
Dalla denominazione "Salorino" deriva il nome di una famiglia di notai di Salorino, nota dal 1330 ed estitinta alla fine del XV secolo, che si ritrova nello stemma: infatti, come afferma Gastone Cambin "L’arma è una brisura di quella della famiglia notarile di Selorino, nota dal 1330, estinta alla fine del 1500, che trasse il proprio nome da quello della località".

## Monumenti e luoghi d'interesse

### Chiesa di S.Zenone
La chiesa di S.Zenone è documentata dal XIV secolo. Nel 1601 divenne parrocchia e nel XVII secolo fu costruito l'edificio attuale, a cui nella seconda metà del XVIII secolo venne aggiunto il coro circolare. La chiesa fu restaurata nel 1967 e nel 2000-2001.
Alla sua costruzione e decorazione diede un importante contributo Giuseppe Brenni: in particolare egli progettò l'aggiunta del portico a cinque arcate (1760-1766) e realizzò dipinti e affreschi al suo interno.

### Oratorio di S. Rocco
L'edificio risale al XVII secolo e si compone di una navata con presbiterio e coro, la sacrestia e un campaniletto semplice. Il suo interno è forse stato affrescato parzialmente da Francesco Catenazzi all'inizio del XIX secolo ed è presente un ex voto della Madonna con Gesù Bambino e S.Rocco realizzato da Antonio Rinaldi nella seconda metà del XIX secolo.

### Oratorio di S. Giuseppe (Somazzo)
L'assenza di documenti relativi all'oratorio di San Giuseppe negli archivi parrocchiali porta a pensare che esso fu sempre gestito dagli abitanti della frazione di Somazzo. La sua più antica menzione è del 1674, ma probabilmente l'edificio attuale fu costruito nelle forme tardobarocche odierne nel 1762, come conduce a pensare il cartiglio presente sulla facciata.
Nel 1894 un "parrocchiano di Somazzo" emigrato in Sud America diede l'impulso alla costruzione del campanile, offrendo a sue spese l'orologio da apporvi nel caso in cui la costruzione venisse realizzata. 
Al suo interno sono presenti varie tele, opere in stucco e affreschi. L'affresco raffigurante la Madonna del Rosario e i SS.Domenico e Caterina, attribuito alla bottega dei Torriani, fu strappato da Casa Pestoni dal pittore Adriano Bocchi su incarico del Canton Ticino. 
L'oratorio conserva inoltre due reliquiari in stucco attribuiti allo stuccatore di Somazzo Carlo Francesco Moresco.

### Oratorio della Madonna del Buon Consiglio (Cragno)
L'oratorio venne menzionato per la prima volta in un documento del 1754, quando gli abitanti di Cragno ottennero dal vescovo di Como la possibilità di costruirlo. Nel 1769, a testimonianza della costruzione avvenuta, si ritrovano le parole del delegato vescovile, il quale annotò "dieci (10) famiglie vivono a Cragno, l'Oratorio non ha reddito alcuno ma vive delle offerte dei devoti; la festa della B.V del Buon Consiglio si celebra per devozione".
Questo primo edificio venne poi ristrutturato e ampliato nel 1865 circa, su disegno di Luigi Andreazzi. Restauri furono anche eseguiti nel 1973, nel 1983 (tetto), nel 1997 e nel 2003 (pitture murali).

### Casa Pestoni
Nel nucelo del paese sorge Casa Pestoni, un edificio probabilmente seicentesco le cui finestre sono state decorate in stucco da Carlo Francesco Moresco di Somazzo tra il 1720 e il 1730.

## Società

### Evoluzione demografica
L'evoluzione demografica è riportata nella seguente tabella:
Abitanti censiti

## Geografia antropica
Salorino comprende le località di Somazzo e Cragno.

## Amministrazione
Ogni famiglia originaria del luogo fa parte del cosiddetto Patriziato, una "corporazione di diritto pubblico, autonoma nei limiti stabiliti dalla Costituzione e dalle leggi, proprietaria di beni d’uso comune da conservare e utilizzare con spirito viciniale a favore della comunità". Il Patriziato di Salorino è gestito dall'Ufficio Patriziale, la cui sede è nell'ex Casa Comunale.